# Enrico Dondi
Enrico Dondi (Catanzaro, 16 agosto 1935 – Roma, 9 novembre 2011) è stato un traduttore, esperantista e neuropsichiatra italiano.
È ricordato, in modo particolare, per numerose traduzioni letterarie in esperanto dei classici della letteratura italiana.

## Biografia
Nato ultimo di quattro figli, trascorse i suoi primi 13 anni a Modena, città originaria della famiglia, fino a quando, nel 1948, si trasferì a Roma. Nella capitale Dondi completò gli studi classici al liceo Mamiani e nel 1959 si laureò in Medicina e Chirurgia all'Università La Sapienza. Nel 1962 conseguì la specializzazione in Neuropsichiatria. Si sposò a Roma nel maggio 1967 e dopo alcuni anni ebbe due figli. Nel frattempo, per più di quindici anni lavorò presso la Clinica Universitaria di Neurologia e Psichiatria con Gozzano. Diresse diversi Istituti di Riabilitazione di Roma, affiancando all'attività ospedaliera quella di psicoterapeuta.

## Dondi e l'esperanto
Dondi apprese la lingua esperanto negli anni 1950, frequentando corsi con Minnaja e Filippi. Divenne membro del gruppo esperantista di Roma e iniziò a pubblicare una lunga serie di traduzioni letterarie, che gli valsero vari premi in concorsi internazionali; si segnalano le traduzioni da Dante (i passi della Divina Commedia su Piccarda e su Manfredi), da Torquato Tasso (la morte di Clorinda, dalla Gerusalemme liberata) e da Ludovico Ariosto (Cloridano e Medoro, dall'Orlando furioso).
Fra i premi attribuiti si ricordano i seguenti belartaj konkursoj, i massimi riconoscimenti letterari in lingua esperanto, attribuiti dall'Associazione Universale Esperanto:
- 1955: secondo posto per la miglior poesia tradotta, con il brano su Manfredi dalla Divina Commedia di Dante
- 1956:
  - terzo posto per la miglior poesia originale, con Novembro
  - primo posto per la miglior poesia tradotta, con un brano dal Paradiso di Dante
  - terzo posto per la miglior poesia tradotta, con la morte di Clorinda dalla Gerusalemme liberata di Tasso
- 1957: menzione d'onore per la miglior poesia tradotta, con il brano su Cloridano e Medoro dall'Orlando furioso di Ariosto.

Amante sin da giovane dell'arte in tutte le sue forme, appassionato di storia e di letteratura, Dondi si dedicò, dopo il pensionamento, allo studio e alla traduzione in esperanto di numerosi classici italiani, fra cui l'intera Divina Commedia, la Vita Nova e Il Fiore di Dante e la Gerusalemme liberata di Tasso, pubblicati dall'editore brasiliano Bays.

## Opere
- Torquato Tasso, Gerusalemme liberata: Jerusalemo liberigita (tr. Enrico Dondi), Chapecó, ed. Fonto, 2010.
- Durante-Dante, Il Fiore: La floro (tr. E Dondi), Chapecó-SC, Fonto, 2007.
- Dante Alighieri, La Divina Commedia: "La Dia Komedio" (tr. E. Dondi) 3 voll. Chapecó-SC, Fonto, 2006.
- Dante Alighieri, Vita nova:Vivo nova (tr. E. Dondi), Chapecó-SC, Fonto, 2003.
- Dante Alighieri, Purgatorio:Purgatorio (tr. E. Dondi), Chapecó, Fonto, 2001.
- Enrico Dondi, Novembro, Revuo Esperanto de UEA, 50-a jaro, 1957 ed in Antologio de Belartaj Konkursoj, 25 jaroj, Hungara Esperanto-Asocio, Budapest, 1977.
- Dante Alighieri, Piccarda, Paradiso XXX 37-90 (tr. E. Dondi), Revuo Esperanto - UEA, 1957.
- Ludovico Ariosto, Kloradina kaj Medon, XIX 3-15, La valo de silento, XIV 92-94, da Orlando Furioso (tr. E. Dondi), Itala antologio: ekde la XIII-a ĝis la XIX-a jarcento; pp. 168–173.
- Dante Alighieri, Manfredi, Purgatorio III 55-145, Hugo Capeto, Purgatorio XX 16-96, Piccarda Donati Paradiso XXX 37-123, Cacciaguida, Paradiso XVII 46-99 (tr. E. Dondi), Itala antologio: ekde la XIII-a ĝis la XIX-a jarcento; pp. 52–75.
- Giosuè Carducci, Antaŭ San Guido (tr. E. Dondi), Itala antologio: ekde la XIII-a ĝis la XIX-a jarcento; pp. 389 – 395.
- Cielo D'Alcamo, Kontrasto intera manto kaj damo (tr. E. Dondi), Itala antologio: ekde la XIII-a ĝis la XIX-a jarcento; pp. 18 – 21.
- Torquato Tasso, Prologo, La morto de Klorinda, da Gerusalemme liberata (tr. E. Dondi), Itala antologio: ekde la XIII-a ĝis la XIX-a jarcento; pp. 198 – 203.
- Lorenzo il Magnifico, La plendo de Vallera (tr. E. Dondi), Itala antologio: ekde la XIII-a ĝis la XIX-a jarcento; pp. 133–135.
- Angelo Poliziano, Plendo de Orfeo (tr. E. Dondi), Itala antologio: ekde la XIII-a ĝis la XIX-a jarcento; pp. 138–139.
- Ugo Foscolo, A la vespero (tr. E. Dondi), Itala antologio: ekde la XIII-a ĝis la XIX-a jarcento; pp. 303–304.
- Alessandro Manzoni, Unua horo, da Adelchi (tr. E. Dondi), Itala antologio: ekde la XIII-a ĝis la XIX-a jarcento; pp. 329–331.
- Jacopone da Todi, La ploro de la madono (tr. E. Dondi), Itala antologio: ekde la XIII-a ĝis la XIX-a jarcento; pp. 25–31.
- Gabriello Chiabrera, Rido de bela virino (tr. E. Dondi), Itala antologio: ekde la XIII-a ĝis la XIX-a jarcento; pp. 213–214.
- Francesco Redi, Ebrieco de Bakh^o (tr. E. Dondi), Itala antologio: ekde la XIII-a ĝis la XIX-a jarcento; pp. 237–242.
- Pietro Metastasio, Demetrio, Artasrko, klitemnestra, Atilio Regulo, III, (tr. E. Dondi), Itala antologio: ekde la XIII-a ĝis la XIX-a jarcento; pp. 245–251
- Giovanni Prati, Canto de Higiea (tr. E. Dondi), Itala antologio: ekde la XIII-a ĝis la XIX-a jarcento; pp. 379–382.
- Giacomo Zanella, Pri fosilia konko en mia studocambro (tr. E. Dondi), Itala antologio: ekde la XIII-a ĝis la XIX-a jarcento; pp. 385–388.